# Arboreto de Dakota del Sur y Jardines McCrory
El Arboreto de Dakota del Sur y Jardines McCrory en inglés : McCrory Gardens and South Dakota Arboretum es un arboreto y un jardín botánico de 74 acres ( 30 hectáreas) de extensión que depende administrativamente de la Universidad Estatal de Dakota del Sur, que se encuentra en Brookings, Dakota del Sur. 
El código de identificación del McCrory Gardens and South Dakota Arboretum como miembro del "Botanic Gardens Conservation International" (BGCI), así como las siglas de su herbario es SDC.

## Localización
Se encuentra ubicado en el campus de la Universidad Estatal de Dakota del Sur.
McCrory Gardens and South Dakota Arboretum, 6th Street of South Dakota State University, Brookings, Brookings county Dakota del Sur SD 57007-0996 United States of America-Estados Unidos de América
Planos y vistas satelitales.44°18′46.44″N 96°46′11.64″O / 44.3129000, -96.7699000
Están abiertos todos los días del año sin cargo. 

## Historia
Los jardines fueron fundados en 1966.
El sitio alberga tanto un jardín botánico floral de 20 acres como a un arboreto de 45 acres, nombrado en honor del profesor S.A. McCrory, jefe del departamento de horticultura de la Universidad Estatal de Dakota del Sur desde 1947 hasta su muerte en 1964. 

## Colecciones
El jardín botánico incluye 14 jardines temáticos, 
- Rosaleda con más de 30 variedades,
- Jardín de hierbas
- Laberinto de los niños, formado con setos de una altura de tres a seis pies.
- El jardín centenario de la pradera representa 5 ambientes de praderas diferentes, extendiéndose de las praderas de hierbas altas, las praderas de hierbas cortas, a las praderas de montaña de las Black Hills.
- Rocalla, su construcción comenzó en 1988 y ha demostrado ser el proyecto más grande y ambicioso del jardín , ha necesitado mucho trabajo de acondicionamiento hasta la fecha. Más de 1.000 yardas de suelo y más de 100 toneladas de roca cuarcita fueron acarreadas a los jardines McCrory para construir la rocalla. Las plantaciones comenzaron en la primavera de 1991, usando plantas herbáceas, arbustos, y árboles alpinos. Muchas de las plantas alpinas son nativas de las Montañas Rocosas y las áreas de barranco de las Black Hills.

Hay también un monumento al último gobernador de Dakota del Sur, 
George S. Mickelson.
Los jardines están cuidados y mantenidos por voluntarios locales, a menudo estudiantes o personal de la universidad estatal de Dakota del Sur.